# Lucainena de las Torres (kommunhuvudort)
Lucainena de las Torres är en kommunhuvudort i Spanien.   Den ligger i provinsen Provincia de Almería och regionen Andalusien, i den södra delen av landet, 400 km söder om huvudstaden Madrid. Lucainena de las Torres ligger 560 meter över havet och antalet invånare är 603.
Terrängen runt Lucainena de las Torres är kuperad åt sydost, men åt nordväst är den platt. Runt Lucainena de las Torres är det ganska glesbefolkat, med 30 invånare per kvadratkilometer. Närmaste större samhälle är Níjar, 8,2 km söder om Lucainena de las Torres. Omgivningarna runt Lucainena de las Torres är i huvudsak ett öppet busklandskap.